# مارینا دی جینوسا
مارینا دی جینوسا (به ایتالیایی: Marina di Ginosa) یک منطقهٔ مسکونی در ایتالیا است که در جینوسا واقع شده‌است. مارینا دی جینوسا c٫۵٬۰۰۰ نفر جمعیت دارد و ۱۲ متر بالاتر از سطح دریا واقع شده‌است.